# Panduvasadeva
Panduvaseva fou rei de Sinhala (Sri Lanka) amb capital a Upatissa Nuwara i al final a Witijapura. Va governar vers 504-474 aC. Era fill de Summitta, rei al Gujarat, i nebot del primer rei de Sinhala, Vidjaya (germà de Summitta). Aquest darrer no va tenir fills amb la reina pandava Wijeya i quan va arribar l'hora de designar successor va consultar als seus ministres i d'acord amb aquests va convidar a anar al país al seu germà Summitta; Vidjaya va morir abans que la carta arribés al seu destí. Summitta va rebre la carta però no podia acceptar el tron perquè havia succeït com a rei (al Gujarat) al seu pare Sinhabahu, però va decidir enviar el seu fill jove de nom Panduvasa (Panduvasadeva). Fins que aquest fos major i pogués anar a Ceilan es va decidir que governarien els ministres sota la direcció del seu cap Upatissa. Així fou i el regnat d'Upatissa i els seus ministres fou bo.
Panduvasadeva va arribar a Sri Lanka a Gunagamaka-tittha a la boca del riu Mahakandara (Mahaweli Ganga) amb 32 joves nobles vestits com a devots budistes i es van dirigir a Upatissa Nuwara. Al arribar allí foren rebuts per Upatissa i poc després investit. La primera decisió de Panduvasadeva fou buscar una consort. Darrere del Ganges regnava un rei de nom Pandu, cosí de Gautama Buda, que tenia una filla de nom Bhuddakacchana, que ja tenia set pretendents. Panduvasadeva fou el vuité però va estar de sort i li fou concedida la seva ma; la princesa va viatjar a Sinhala amb 32 criades femelles; pel camí es van avortar els intents dels altres pretendents per aturar-la i al cap de 12 dies va arribar a Gonagamaka on es van vestir com a devotes budistes per anar a reunir-se amb el rei a la ciutat d'Upatissa Nuwara. El rei va fer construir Bhuddakacchana i va casar a les 32 criades amb 32 dels seus seguidors. Al cap de pocs anys van arribar sis germans de la reina i Panduvasadeva els va permetre establir-se i participar en l'administració. El príncep de nom Rama va fundar Ramagona; un altre va fundar Uruwela i un tercer Anuradha. Altres tres establiments portaren el nom de Wijita (Vijitigama), Dighayo i Rhona (Rohana o Ruhuna). La fundació d'aquestos sis principats va portar a conflictes i finalment a la guerra civil després de la qual van desaparèixer i es van formar tres principats: al nord del Mahaweli el de Pihitti-Rata (habitualment anomenat Rajarata, Terra de reis, per incloure l'antiga capital i la residència reial); al sud Rohana limitat a l'est i sud per la mar i al nord i oest pels rius Mahaweli i Kalu Ganga; i Maya Rata que anava entre el Deduru Oya fins al Kalu Ganga al sud, tenia la mar a l'oest i les muntanyes a l'est.
La part útil del país eren les terres baixes al nord, on es produïa l'arròs; com que es necessitava molta aigua calia construir reserves i la primera que es va fer fou obra de Anuradha, un dels prínceps cunyats de Panduvasadeva; fou anomenada Abhaya Wewa i està datada vers el 500 aC.. Anuradha va construir allí un palau i hi va residir. Modernament l'embassament fou conegut com a Basawakkulam.
Panduvasadeva va tenir deu fills, dels quals el gran, Abhaya, fou el seu successor. També va tenir una filla de nom Ummada-citta.